# Obila latemaculata
Obila latemaculata är en fjärilsart som beskrevs av Thierry-mieg 1893. Obila latemaculata ingår i släktet Obila och familjen mätare. Inga underarter finns listade i Catalogue of Life.